# شانغو كارمونا
شانغو كارمونا (بالإسبانية: Chango Carmona)‏ مواليد 29 سبتمبر 1944 في مدينة مكسيكو، هو ملاكم محترف مكسيكي معتزل كان يصنف ضمن فئة الوزن الخفيف. حقق بطولة المجلس العالمي للملاكمة.

## إحصائيات
خاض خلال مسيرته 67 نزالا، فاز في 52 وتعادل في 2 وخسر في 13. فاز بالضربة القاضية في 42 نزالا.

## روابط خارجية
- شانغو كارمونا على موقع بوكس ريك (الإنجليزية) (registration required)